# Indbruddet i California Bank
Indbruddet i California Bank er en amerikansk stumfilm fra 1917 af Harley Knoles.

## Medvirkende
- Carlyle Blackwell som William Lewis.
- Madge Evans som Editha.
- Evelyn Greeley som Alice Hamilton.
- Harry Lamont som Sid Burns.
- Richard Clarke.